# Ericeia waterstoni
Ericeia waterstoni là một loài bướm đêm trong họ Erebidae.